# Duarte Teixeira
Duarte Teixeira Chaves foi um mestre de campo que assumiu a administração da Capitania do Rio de Janeiro em 4 de junho de 1682.
Nomeado a 6 de setembro de 1681. Sua incumbência especial era receber dos espanhóis e restaurar a Colônia do Sacramento, de modo que para lá partiu em 6 de janeiro de 1683. Deixou investida no governo do Rio a Câmara. Eram então camaristas Luís Vieira Medanha Souto-Maior, Sebastião Pereira Lobo, Manuel Teles Barreto e Bartolomeu de Abreu Cardoso. Deixou o governo em 1686.